# چاه دانشجویان
چاه دانشجویان یک منطقهٔ مسکونی در ایران است که در دهستان میامی (مشهد) واقع شده‌است.